# Algorithme de Rabin-Karp
 (juillet 2013).
Si vous disposez d'ouvrages ou d'articles de référence ou si vous connaissez des sites web de qualité traitant du thème abordé ici, merci de compléter l'article en donnant les références utiles à sa vérifiabilité et en les liant à la section « Notes et références ».
En informatique, plus précisément en algorithmique du texte, l’algorithme de Rabin-Karp ou algorithme de Karp-Rabin est un algorithme de recherche de sous-chaîne créé par Richard M. Karp et Michael O. Rabin (1987). Cette méthode recherche la présence d'un motif dans un texte, ou plus généralement la présence d'un motif parmi un ensemble de motifs donnés (c’est-à-dire des sous-chaînes) dans un texte. L'algorithme de Rabin-Karp améliore l'algorithme naïf en utilisant une fonction de hachage. L’algorithme n’est pas beaucoup employé pour les recherches d’une unique sous-chaîne mais a une importance théorique et s’avère très efficace pour des recherches de multiples sous-chaînes.
Pour un texte d’une longueur de n caractères, et p sous-chaînes d’une longueur totale m, sa complexité moyenne est en O(n+m) pour une utilisation mémoire en O(p). Mais, dans le pire des cas, sa complexité est de O(nm), ce qui explique son utilisation relativement limitée. En comparaison, l’algorithme de recherche de chaînes d’Aho-Corasick a une complexité asymptotique, dans le pire des cas, en O(n+m) pour une utilisation mémoire en O(m).
La complexité temporelle de l'algorithme de Karp-Rabin ne dépend pas du nombre de p chaînes. Ainsi, son efficacité pour les recherches de multiples sous-chaînes, sans tenir compte de la casse ou de la ponctuation, le rend utile pour la détection de plagiat.

## Description
L'algorithme de Rabin-Karp est une amélioration de l'algorithme naïf en utilisant des empreintes.

### Algorithme naïf
L’algorithme naïf fait glisser le motif le long du texte. On compare alors le motif avec la portion du texte correspondante :
```
algo_naif(texte, motif)
1. 
pour
 i 
de
 1 
à
 |texte|-|motif|+1 
faire

2.    
si
 texte[i..i+|motif|-1] = motif
3.       motif trouvé dans le texte à la position i
4. motif non trouvé
```

La comparaison du motif avec la portion de texte texte[i..i+|motif|-1] (ligne 2) est réalisée en comparant chacun des caractères. Ainsi, la ligne 2 requiert au pire m comparaisons de caractères.

### Utilisation d'empreintes
Afin d'accélérer la ligne 2, l’algorithme de Rabin–Karp utilise des empreintes. L'empreinte du motif est obtenu au moyen d'une fonction de hachage hach. Ainsi, l'empreinte du motif est hach(motif). L'empreinte de la portion texte[i..i+|motif|-1] est hach(texte[i..i+|motif|-1]). Au lieu de réaliser m comparaisons de caractères, on compare l'empreinte du motif hach(motif) à l'empreinte de la portion de texte courante hach(texte[i..i+|motif|-1]). Ainsi, on réalise une seule comparaison d'empreintes. Quand les empreintes sont différentes, on sait que le motif et la portion du texte sont différents. En cas d'empreintes égales, on réalise la comparaison naïve caractère par caractère.

### Premier pseudo-code
En supposant que le texte T et le motif M sont représentés comme des tableaux de caractères, que la longueur de T est supérieure à celle de M, et en se donnant une fonction de hachage hach, l’algorithme de Rabin-Karp est le suivant :
```
rabin_karp(texte, motif)
 1.  empreinteMotif ← hach(motif)
 2.  
pour
 i 
de
 0 
à
 |texte| - |motif| + 1 
faire

 3.    empreintePortion ← hach(texte[i .. i + |motif| - 1])
 4.    
si
 empreinteMotif = empreintePortion
 5.      
si
 texte[i .. i + |motif| - 1] = motif
 6.        motif trouvé dans le texte à la position i
 7.    empreintePortion ← hach(texte[i + 1 .. i + |motif|])  
 8. motif non trouvé
```

### Choix de la fonction de hachage
Recalculer naïvement l’empreinte pour la sous-chaîne texte[i+1..i+|motif|] nécessiterait un temps en O(m), et comme cela est fait à chaque tour de boucle, l’algorithme serait en O(mn), comme l’algorithme naïf. L’astuce ici consiste à utiliser une fonction de hachage déroulante (en). Il s'agit de fonction de hachage où on peut calculer efficacement l'empreinte de texte[i+1..i+|motif|]à partir de celle de texte[i..i+|motif|-1], du caractère texte[i] et du caractère texte[i + |motif|].
L’algorithme de Rabin-Karp est alors :
```
rabin_karp(texte, motif)
 1.  empreinteMotif ← hach(motif)
 2.  
pour
 i 
de
 0 
à
 |texte| - |motif| + 1 
faire

 3.    empreintePortion ← hach(texte[i .. i + |motif| - 1])
 4.    
si
 empreinteMotif = empreintePortion
 5.      
si
 texte[i .. i + |motif| - 1] = motif
 6.        motif trouvé dans le texte à la position i
 7.    empreintePortion ← empreinte calculée avec empreintePortion, texte[i], texte[i + |motif|]  
 8. motif non trouvé
```

### Exemple de fonction de hachage
Un exemple simple est l’addition des valeurs de chaque caractère de la sous-chaîne. Ainsi, il est possible d’utiliser cette formule pour calculer la prochaine empreinte, dans un temps constant :
T[i+1..i+|motif|] = T[i..i+|motif|-1] - T[i] + T[i+|motif|]
Cette fonction simpliste fonctionne, mais risque de produire un passage plus fréquent dans la ligne 5 que des fonctions plus sophistiquées, comme celles présentées dans le chapitre suivant.
Notez bien qu’en cas de malchance, ou de mauvaise fonction de hachage, la comparaison caractère par caractère (ligne 5) pourrait être exécutée n fois, à chaque passage dans la boucle ; et comme elle est en O(m), l’algorithme sera finalement en O(nm).

## Exemple
Cet algorithme fonctionne bien dans de nombreux cas réels, mais peut atteindre des temps relativement longs dans certains cas marginaux comme la recherche d’un motif de 10000 "A" suivis d’un unique "B" dans un texte de 10 millions de "A" — dans ce cas, le temps atteint la pire complexité en O(mn).

## Exemple de fonctions de hachage

### Exemple d’une bonne fonction de hachage
Si l’on représente les caractères comme des nombres dans une base b donnée (en pratique si l’encodage des caractères se fait sur 8 bits, ce qui donne 256 caractères possibles, on utilisera une base 256) et que l’on choisit un nombre entier q approprié, une fonction de hachage est :
```
hash(t) = t 
modulo
 q
```

où t est la représentation du texte comme un nombre dans la base b.
Par exemple, prenons le texte suivant composé de chiffres décimaux :
```
6 5 8 2 4 6 9 1 3
```

On choisit la base 10 et le représentant du texte dans cette base sera naturellement le nombre :
```
658246913
```

Si l’on choisit le nombre 11, la fonction de hachage sera :
```
hash(t) = t modulo 11
```

soit
```
hash(658246913) = 658246913 modulo 11
                = 5
```

Cette fonction de hachage a la propriété de pouvoir calculer facilement l’empreinte de T[i+1..j+1] en fonction de celle de T[i..j]. Dans l’exemple précédent, si l’on veut exprimer hash(582) en fonction de hash(658), on peut constater que
```
582 = 58×10 + 2 = (658 - 600) × 10 + 2
```

d’où
```
hash(582) = [ (hash(658) - hash(600)) × 10 + 2 ] modulo 11
```

Cet exemple se généralise dans une base quelconque avec un nombre entier q quelconque.
Ainsi, dans le pseudo-code précédent, pour i ⩾ 1, on peut procéder ainsi pour mettre à jour la variable hT avec l’empreinte de T[i+1..i+lM] en utilisant celle de la sous-chaîne précédente, déjà calculée :
```
h
T
 ← (h
T
 - T[i]×b
l
M
-1
) × b + T[i+l
M
] modulo q
```

### Empreinte de Rabin
L’empreinte de Rabin est une fonction de hachage roulante populaire et efficace pour l’algorithme de Rabin-Karp, dont la performance est directement liée à l’efficacité du calcul des empreintes des sous-chaînes successives du texte. Cette fonction traite chaque sous-chaîne comme un nombre dans une base donnée, en général un grand nombre premier. Par exemple, si la sous-chaîne est « ha » et la base 101, l’empreinte sera 104 × 1011 + 97 × 1010 = 10601 (ASCII de 'h' est 104 et celui de 'a' est 97).
L’intérêt essentiel d’utiliser une telle fonction est qu’elle permet de calculer l’empreinte de la sous-chaîne suivante à partir de la précédente en un nombre constant d’opérations, indépendamment de la longueur des sous-chaînes.
Par exemple, avec le texte « abracadabra » et la recherche d’un motif de 3 caractères, l’empreinte de la première sous-chaîne, « abr », en utilisant la base 101, est :
```
// ASCII a = 97, b = 98, r = 114.
hach(« abr ») = (97 × 101
2
) + (98 × 101
1
) + (114 × 101
0
) = 999509
```

L’empreinte de la sous-chaîne suivante, « bra », depuis l’empreinte de « abr », se calcule en soustrayant le nombre ajouté pour le premier 'a' de « abr », soit 97 × 1012, en multipliant par la base et en ajoutant le dernier 'a' de « bra », soit 97 × 1010, de cette façon :
```
//             
base   empreinte  ancien 'a'       nouveau 'a'

hach(« bra ») = [101 × (999509 - (97 × 101
2
))] + (97 × 101
0
) = 1011309
```

Si les sous-chaînes en question sont longues, cet algorithme économise beaucoup de temps par rapport à d’autres fonctions de hachage.
En théorie, il existe d’autres algorithmes qui peuvent permettre un recalcul facile, comme multiplier entre elles les valeurs ASCII de chaque caractère de manière que le décalage de la sous-chaîne n’entraîne qu’une division par le premier caractère et une multiplication par le dernier. La limite vient alors de la restriction de taille du type entier et de la nécessité d’utiliser l’arithmétique modulaire pour réduire les résultats des empreintes (voir l’article fonction de hachage). A contrario, les fonctions de hachage simples ne produisent pas très vite de grands nombres mais, comme l’addition simple des valeurs ASCII, risquent de provoquer de nombreuses collisions d’empreinte et donc de ralentir l’algorithme. D’où la préférence pour la fonction décrite ci-dessus pour l’algorithme Rabin–Karp.

## Extension de l’algorithme à la recherche de multiples sous-chaînes
L'algorithme de Rabin-Karp se généralise pour rechercher un nombre k de motifs de longueur fixe dans un texte. Pour cela, on utilise un filtre de Bloom ou une structure de données Ensemble qui contient toutes les empreintes des motifs recherchés. On vérifie pour chaque portion du texte si son empreinte appartient à l'ensemble d’empreintes des motifs. Voici le pseudo-code avec le texte texte, un ensemble de motifs M de longueur m :
```
rabin_karp_ensemble(texte, M, m)
1. empreintesMotifs ← ensemble vide
2. 
pour
 chaque motif de l’ensemble M 
faire

3.   ajoute hach(motif[1..m]) à empreintesMotifs
4. empreintePortion ← hach(texte[1..m])
5. 
pour
 i 
de
 1 
à
 |texte| - m + 1 
faire

6.   
si
 empreintePortion ∈ empreintesMotifs et texte[i..i + m - 1] ∈ M
7.      
renvoyer
 "un des motifs trouvé à la position i"
8.   empreintePortion ← hach(texte[i + 1..i + m])
9. 
renvoyer
 "aucun motif non trouvé"
```

Par rapport à la façon naïve de rechercher k motifs en répétant une recherche mono-motif en O(|texte|) (en moyenne), ce qui aboutit à une recherche en O(|texte| k), la variante de l’algorithme ci-dessus peut trouver tous les k motifs en O(|texte|+km) attendus, car une table d’empreintes permet de vérifier si l’empreinte d’une sous-chaîne est celle d’un des motifs en O(1).

## Comparaison avec les autres algorithmes
L’algorithme de Knuth–Morris–Pratt utilise un précalcul pour examiner une seule fois chaque élément du texte (l'augmentation de i d'une unité est remplacée par une augmentation de i à une position non encore examinée), avec une complexité en O(|texte|).
L’algorithme de Boyer–Moore saute autant de caractères que possible à chaque échec de comparaison, ne faisant que n/m comparaisons dans le meilleur des cas.
L’algorithme de Rabin–Karp est moins efficace à celui de Knuth–Morris–Pratt, de Boyer–Moore ou d’autres, pour la recherche d’un motif unique, du fait de son comportement dans les pires cas. Cependant, c’est un algorithme à privilégier pour la recherche de motifs multiples.